# Élections législatives de 1940 aux îles Féroé
Les élections générales féroïennes se sont tenues le 30 janvier 1940. Elles sont marquées par la victoire du Parti de l'union qui emporte 8 des 24 sièges du Løgting. Le nouveau Parti du peuple et le Parti social-démocrate font jeu égal en obtenant chacun 6 sièges. Le Parti de l'autogouvernement s'effondre et passe de la 2e place aux élections de 1936 à la 4e et perd la moitié de ses élus.

## Résultats
| Parti | Parti                       | Voix  | %     | +/-        | Sièges | +/-        |
| ----- | --------------------------- | ----- | ----- | ---------- | ------ | ---------- |
|       | Parti de l'union            | 2 722 | 32,29 | 1,39       | 8      | stagnation |
|       | Parti du peuple             | 2 084 | 24,72 | 24,72      | 6      | 6          |
|       | Parti social-démocrate      | 2 012 | 23,86 | 0,14       | 6      | stagnation |
|       | Parti de l'autogouvernement | 1 365 | 16,19 | 17,99      | 4      | 4          |
|       | Parti séparatiste           | 139   | 1,65  | 1,65       | 0      | stagnation |
|       | Indépendants                | 109   | 1,29  | 1,29       | 0      | stagnation |
| Total | Total                       | 8 431 | 100   | stagnation | 24     | stagnation |